# Овсянка (Нижегородская область)
Овсянка (также Большая Овсянка) — деревня в городском округе Семёновский Нижегородской области России. С 1845 года по 1930-е годы Овсянка была селом.  

## География
Деревня находится на севере центральной части Нижегородской области, в зоне хвойно-широколиственных лесов, на правом берегу реки Люнды, к югу от автодороги Р177, на расстоянии приблизительно 30 километров (по прямой) к северо-востоку от города Семёнова, административного центра района. Абсолютная высота — 129 метров над уровнем моря. Через Овсянку проходит 45-й меридиан восточной долготы, который является эквивалентной долготой для часового пояса UTC+3:00 (или для Московского времени).

### Климат
Климат характеризуется как умеренно континентальный, с влажным нежарким летом и холодной снежной зимой. Средняя температура воздуха самого холодного месяца (января) составляет −12,9 °C; самого тёплого месяца (июля) — 18,4 °C. Годовое количество атмосферных осадков — 550—600 мм.

### Часовой пояс
Деревня Овсянка, как и вся Нижегородская область, находится в часовой зоне МСК (московское время). Смещение применяемого времени относительно UTC составляет +3:00.

## Население
| 2002 | 2010 |
| ---- | ---- |
| 319  | ↘312 |

### Национальный и религиозный состав
Согласно результатам переписи 2002 года, в национальной структуре населения русские составляли 98 %. По религиозному составу подавляющее большинство жителей - православные. В Овсянке с 2020 года возрождается храм Покрова Пресвятой Богородицы. В каждую пятницу в храме совершаются молебны, которые совершает настоятель отец Артемий Скакалин. 